# MZ Весов
MZ Весов (лат. MZ Librae), HD 132232 — одиночная переменная звезда в созвездии Весов на расстоянии приблизительно 1964 световых лет (около 602 парсеков) от Солнца. Видимая звёздная величина звезды — от +8,8m до +8,1m.

## Характеристики
MZ Весов — красный гигант, пульсирующая полуправильная переменная звезда типа SRB (SRB) спектрального класса M2III или M2/3III.